# Calea
Calea là một chi thực vật có hoa trong họ Cúc (Asteraceae).

## Loài
Chi Calea gồm các loài: